# Кнушевицкая, Мария Святославовна
Мария Святославовна Кнушеви́цкая — советская и российская актриса театра и кино. Заслуженная артистка Российской Федерации (2008).

## Биография
Родилась 1 ноября 1933 года в семье музыкантов.
Мать — оперная певица Наталья Дмитриевна Шпиллер (1909—1995). Отец — виолончелист Святослав Николаевич Кнушевицкий (1907—1963).
В 1956 году окончила Высшее театральное училище имени Б. В. Щукина (руководители курса — В. К. Львова, Л. М. Шихматов).
С 1956-го актриса Государственного Академического театра имени Моссовета. В кино дебютировала в 1969 году.

## Семья
- Муж — режиссёр Московского театра оперетты Михаил Иосифович Рапопорт (1932 — 1985).
- Сын — актёр Андрей Рапопорт (1960) — актёр театра им. Моссовета[3].

## Творчество

### Театральные работы
- «Битва в пути» — Секретарь Вальгана
- «Когда часы пробили полночь» — Старшая дочь
- «Орфей спускается в ад» — Систер Темпл
- «Пора любви» — Алла Середа
- «Поезда расходятся» — Соня
- «Чья-то жизнь» — Журка
- «Сверчок» — Студентка
- «Лиззи Мак-Кей» — Елена
- «Дальше — тишина…» — Женщина
- «Лилиом» — Служанка
- «Глазами клоуна» — Жена Калика, Хозяйка пансиона
- «Бабье лето» — Ольга Викторовна
- «Ванечка» — Женщина на свадьбе
- «Дон Карлос» — Маркиза Мондекар
- «Сказка о Девочке-Неудаче» — Придворная дама
- «Смерть Пазухина» — Леночка
- «ОБЭЖ» — Госпожа Елич
- «Егор Булычов и другие» — Елизавета Достигаева
- «Суд над судьями» — Миссис Айвз
- «Пчелка» — Королева ундин, Герцогиня Кларидская
- «Цитата» — Коницына
- «Кафе Превера» — Дама с птицами
- «Рюи Блаз» — Герцогиня Альбукерская
- «Как важно быть серьезным» — Миссис Призм
- «Заповедник» — Туристка
- «Милый друг» — Жена нотариуса
- «Сирано де Бержерак» — Дуэнья
- «Странная история доктора Джекила и мистера Хайда» — Леди Энфилд
- «Фома Опискин» — Генеральша
- «Бог» — Хор, Соседка
- «Опасные связи» (по П. Шодерло де Лакло, реж. П. О. Хомский) — Маркиза де Розмонд
- «Горе от ума» (по А. С. Грибоедову, реж. А. В. Яцко) — Графиня-бабушка, Хрюмина[4]

### Фильмография
Роли в кино
- 1969 — Улица Ангела (фильм-спектакль) — эпизод
- 1978 — Дальше — тишина… (фильм-спектакль) — миссис Томпсон
- 1980 — Дон Карлос (фильм-спектакль) — маркиза Мондекар
- 1981 — Смерть Пазухина (фильм-спектакль) — Леночка
- 1987 — Живой труп (фильм-спектакль) — дама в суде
- 1988 — Цитата (фильм-спектакль) — Коницына, сотрудница учреждения
- 1991 — Дело Сухово-Кобылина — мадам Симон-Деманш
- 2004 — Лола и маркиз — Корделия Павловна
- 2006 — Сирано де Бержерак (фильм-спектакль) — Дуэнья
- 2008 — Наследство — помощница Пелагеи, медсестра в больнице (в титрах — Мария Крушеницкая)
- 2009 — Огни большого города (сериал) — Полина Евсеевна, свидетельница штурма
- 2012 — Со мною вот что происходит — соседка

Участие в фильмах
- 2011 — Человек в кадре (документальный)[3]

## Награды
- Медаль «В память 850-летия Москвы» (26.2.1997)
- Медаль «Ветеран труда» (29.10.2001)